# D-serien
D-serien är den andra korta skivserien i Knäppupp. Av alla elva utgåvorna i D-serien så finns det bara sex kända utgåvor. En skiva i D-serien innehöll två spår på ena sidan och ett artistporträtt på andra sidan.
- D 1 Baby sittin' boogie och Med Calypso i kroppen (Gunwer Bergqvist)
- D 2
- D 3
- D 4 Lazy river och Lagom åt dej (Lill Lindfors)
- D 5 La Pachanga och Arrivederci Roma (Bob Ellis)
- D 6 Moulin rouge och Ge mig en chans (Sven-Erik Mårdstam)
- D 7
- D 8
- D 9
- D 10
- D 11 Söderns son "Skånska Lasse" (The Brothers) och Jag har bott vid en landsväg... (Jan Palm)